# Frederic McGrand
Frederic McGrand (1895-1988) est un médecin et un homme politique canadien.

## Biographie
Frederic McGrand naît le 5 juillet 1895 à Keswick Ridge, dans le Comté d'York, au Nouveau-Brunswick.
Il est élu puis constamment réélu député à l'Assemblée législative du Nouveau-Brunswick du 27 juin 1935 au 21 septembre 1952, et en devient le président du 4 avril 1940 au 10 juillet 1944. Il est nommé Ministre de la Santé et des Services sociaux du 27 septembre 1944 au 8 octobre 1952.
Il est nommé sénateur sur avis de Louis St-Laurent le 28 juillet 1955 et le reste jusqu'au 22 janvier 1988.
Il meurt le 3 septembre 1988.